# アフェクショネイトリー
アフェクショネイトリー（Affectionately、1960年4月26日 - 1979年）とは、アメリカ合衆国のサラブレッドの競走馬、および繁殖牝馬である。1960年代のアメリカ競馬界においてハンデキャップ戦で活躍し、1965年のアメリカ最優秀スプリンターなどに選出された。1989年にアメリカ競馬殿堂入りしている。
東海岸地区、特にアケダクト競馬場を主戦場にしていたため、ニューヨーク州の競馬ファンからはクイーン・オブ・クイーンズ（the Queen of Queens）という愛称が付けられていた。

## 経歴
1960年にケンタッキー州レキシントン近郊のビーバー＝ヤコブズステーブルで生まれた牝馬である。同牧場の一族であるヒルシュ・ヤコブズが調教師として管理し、妻エセル・ヤコブズの馬主名義で競走馬としてデビューさせた。後に調教師としてアメリカ競馬殿堂入りするヒルシュは、アフェクショネイトリーのことを「私が管理した馬の中で最高の馬だ」と高く評価していたという。
アフェクショネイトリーは2歳になった1962年1月にデビュー、初戦から6連勝を飾り、9月のメイトロンステークスで3着に敗れるまでに、ナショナルスタリオンステークス勝ちなどを含む10連続連対を記録した。年末のフリゼットステークスでも3着に敗れたが、メイトロンステークスの勝ち馬スマートデブとともに、その年のアメリカ最優秀2歳牝馬として選ばれた。
しかし3歳シーズンに入ると不調が続き、一般戦での勝ちこそあれど、ステークス競走ではなかなか勝てずにいた。ニューヨーク牝馬三冠路線のエイコーンステークスにも出走しているが、11着に敗れている。その後も凡走を繰り返したが、年末のインターボローハンデキャップにおいて優勝し、復調の兆しを見せた。1964年（4歳シーズン）前半はまずまずの成績であったものの、その年の後半に入って連勝を記録、インターボローハンデキャップ連覇やヴォスバーグステークスなどを含む6連勝を挙げた。
アフェクショネイトリーが競走馬として大成したのは、5歳に入ってからであった。1965年は昨年末から引き続いてサンタアニタパーク競馬場で始動し、アケダクト競馬場に戻ってくるとコレクションハンデキャップ・ディスタフハンデキャップ・トボガンハンデキャップと3連勝、特にトボガンハンデキャップでは55年ぶりの牝馬による優勝の快挙を挙げた。ローズベンハンデキャップ3着を跨いで出走したトップフライトハンデキャップでは、前年の最優秀古牝馬オールドハットを8馬身差で破る圧勝劇を見せつけ、さらにテレビ中継を通じてその知名度を大いに高めた。
また、同年のヴェイグランシーハンデキャップでは137ポンド（約62.1キログラム）を背負いながらも優勝している。この勝利をニューヨーク競馬協会のトミー・トロッターは「1965年の競馬の頂点」と評し、アフェクショネイトリーを同年の最優秀スプリンターとして推薦した。そしてアフェクショネイトリーはその座を獲得、さらにオールドハットと共に最優秀古牝馬にも選出された。

## 引退後
5歳の末に引退し、1966年より故郷で繁殖牝馬として繋養され、後にスペンドスリフトファームに移された。特に顕著な成績を残したのが、初仔のパーソナリティで、同馬は1970年のプリークネスステークスに優勝したほか、その年の年度代表馬にも選ばれた。後に日本に種牡馬として輸出され、同地でホクトヘリオスなどの父となった。
アフェクショネイトリーにはこのほかにも3頭の産駒がいたが、そのうち勝ち星を挙げたのは1頭のみ、ステークス勝ちに関しては皆無であった。1979年に18歳で死亡、それから10年後の1989年、アメリカ競馬名誉の殿堂博物館によって殿堂馬として選ばれた。

## 評価

### 主な勝鞍
※当時はグレード制未導入
1962年（2歳） 13戦9勝
ファッションステークス、ナショナルスタリオンステークス、ポリードラマンドステークス、スピナウェイステークス、ソロリティステークス、アストリアステークス
2着 - コーリーンステークス
3着 - メイトロンステークス、フリゼットステークス
1963年（3歳） 9戦4勝
インターボローハンデキャップ
1964年（4歳） 15戦8勝
ヴォスバーグステークス、インターボローハンデキャップ（連覇）、コレクションハンデキャップ、スポットページブリーダーズカップハンデキャップ
1965年（5歳） 15戦7勝
コレクションハンデキャップ（連覇）、トップフライトハンデキャップ、ディスタフハンデキャップ、ヴェイグランシーハンデキャップ、リバティベルハンデキャップ、トボガンハンデキャップ
2着 - サンタモニカハンデキャップ、サンタマリアハンデキャップ、マスケットハンデキャップ、スポートページハンデキャップ
3着 - ローズベンハンデキャップ、メトロポリタンハンデキャップ

### 年度代表馬
- 1962年 - アメリカ最優秀2歳牝馬
- 1965年 - アメリカ最優秀スプリンター、最優秀古牝馬

### 表彰
- 1989年 - アメリカ競馬名誉の殿堂博物館により、殿堂馬として選定される。
- 1999年 - ブラッド・ホース誌の選ぶ20世紀のアメリカ名馬100選において、第81位に選ばれる。
- アケダクト競馬場に、アフェクショネイトリーの名を冠した「アフェクショネイトリーハンデキャップ」が創設される。

## 血統表
| アフェクショネイトリーの血統    | アフェクショネイトリーの血統                        | アフェクショネイトリーの血統                        | （血統表の出典）                                    | （血統表の出典） |
| 父系                            | ハイペリオン系                                      | ハイペリオン系                                      | ハイペリオン系                                      | [ § 2 ]          |
| 父 Swaps 1952 栗毛 アメリカ     | 父の父Khaled 1943 鹿毛 イギリス                     | Hyperion                                            | Gainsborough                                        | Gainsborough     |
| 父 Swaps 1952 栗毛 アメリカ     | 父の父Khaled 1943 鹿毛 イギリス                     | Hyperion                                            | Selene                                              |                  |
| 父 Swaps 1952 栗毛 アメリカ     | 父の父Khaled 1943 鹿毛 イギリス                     | Eclair                                              | Ethnarch                                            | Ethnarch         |
| 父 Swaps 1952 栗毛 アメリカ     | 父の父Khaled 1943 鹿毛 イギリス                     | Eclair                                              | Black Ray                                           |                  |
| 父 Swaps 1952 栗毛 アメリカ     | 父の母Iron Reward 1946 鹿毛 アメリカ                | Beau Pere                                           | Son-in-law                                          | Son-in-law       |
| 父 Swaps 1952 栗毛 アメリカ     | 父の母Iron Reward 1946 鹿毛 アメリカ                | Beau Pere                                           | Cinna                                               |                  |
| 父 Swaps 1952 栗毛 アメリカ     | 父の母Iron Reward 1946 鹿毛 アメリカ                | Iron Maiden                                         | War Admiral                                         | War Admiral      |
| 父 Swaps 1952 栗毛 アメリカ     | 父の母Iron Reward 1946 鹿毛 アメリカ                | Iron Maiden                                         | Betty Derr                                          |                  |
| 母 Searching 1952 鹿毛 アメリカ | 母の父War Admiral 1934 青鹿毛 アメリカ              | Man o' War                                          | Fair Play                                           | Fair Play        |
| 母 Searching 1952 鹿毛 アメリカ | 母の父War Admiral 1934 青鹿毛 アメリカ              | Man o' War                                          | Mahubah                                             |                  |
| 母 Searching 1952 鹿毛 アメリカ | 母の父War Admiral 1934 青鹿毛 アメリカ              | Brushup                                             | Sweep                                               | Sweep            |
| 母 Searching 1952 鹿毛 アメリカ | 母の父War Admiral 1934 青鹿毛 アメリカ              | Brushup                                             | Annette K.                                          |                  |
| 母 Searching 1952 鹿毛 アメリカ | 母の母Big Hurry 1936 青鹿毛 アメリカ                | Black Toney                                         | Peter Pan I                                         | Peter Pan I      |
| 母 Searching 1952 鹿毛 アメリカ | 母の母Big Hurry 1936 青鹿毛 アメリカ                | Black Toney                                         | Belgravia                                           |                  |
| 母 Searching 1952 鹿毛 アメリカ | 母の母Big Hurry 1936 青鹿毛 アメリカ                | La Troienne                                         | Teddy                                               | Teddy            |
| 母 Searching 1952 鹿毛 アメリカ | 母の母Big Hurry 1936 青鹿毛 アメリカ                | La Troienne                                         | Helene de Troie                                     |                  |
| 母系(F-No.)                     | (FN:1-s (1-x))                                      | (FN:1-s (1-x))                                      | (FN:1-s (1-x))                                      | [ § 3 ]          |
| 5代内の近親交配                 | War Admiral 4×2=31.25%、Ben Brush 5･5（母内）=6.25% | War Admiral 4×2=31.25%、Ben Brush 5･5（母内）=6.25% | War Admiral 4×2=31.25%、Ben Brush 5･5（母内）=6.25% | [ § 4 ]          |
| 出典                            | 1. 2. 3. 4.                                         | 1. 2. 3. 4.                                         | 1. 2. 3. 4.                                         | 1. 2. 3. 4.      |

父母ともにアメリカの殿堂馬である。主な兄弟姉妹に、1963年生のプライスレスジェム（フューチュリティステークス優勝馬、アレフランスの母）がいる。